# 나카야마 세이라
나카야마 세이라(일본어: 中山 セイラ, なかやま セイラ, 1983년 11월 22일 ~ )는 일본의 펜싱 선수로 주 종목은 사브르이다. 결혼 후 성은 야마모토(일본어: 山本, やまもと)이다. 기후를 연고로 한 오가키 쿄리츠 은행 스포츠 클럽 소속으로, 올림픽에 2번 참가한 경력이 있는 우크라이나의 볼로디미르 루카셴코의 지도를 받는다.
나카야마는 런던에서 열리는 2012년 하계 올림픽의 여자 사브르 개인전에 일본을 대표로 출전하였다. 그녀는 32강전에서 프랑스의 레오노르 페뤼를 15-12로 이겼다. 그러나, 그녀는 16강전에서 여자 사브르 개인전 2연패를 거두었던 미국의 매리얼 재거니스에게 9-15로 패하며 탈락하였다.